# Abyss (film)
Pour les articles homonymes, voir Abyss, Abysses,  The Abyss (film, 1910) et The Abyss (film, 2023).
Pour plus de détails, voir Fiche technique et Distribution.
Abyss (The Abyss), ou L'Abysse au Québec, est un film de science-fiction américain écrit et réalisé par James Cameron, sorti en 1989. Il met en vedette les acteurs Ed Harris, Mary Elizabeth Mastrantonio et Michael Biehn dans les rôles principaux.
Quand un sous-marin de la marine des États-Unis coule dans l'océan Atlantique, une équipe de recherche et de récupération de la marine américaine (les commandos SEAL) est envoyée en secours et doit travailler avec l'équipage d'une plate-forme pétrolière sous-marine pour atteindre le navire, échoué au fond de l'océan. Mais, au cours de l’opération, les protagonistes font la rencontre d'une nouvelle et mystérieuse forme de vie.
Abyss est un huis clos assez oppressant, dû à l'isolement physique des personnages (se trouvant sous l'eau à plusieurs centaines de mètres de profondeur), à l'impossibilité pour quiconque de remonter à la surface (problèmes de décompression et tempête en surface), à la présence de militaires à bord (dont un avec un syndrome neurologique) et à l'apparition, au fond de l'eau, de phénomènes surnaturels inexplicables et inquiétants au cours de la mission de sauvetage.
À sa sortie en salles, le film est un échec commercial aux États-Unis malgré de bonnes critiques, mais reçoit un bon accueil public à l'étranger, notamment en France.
Marqué par un tournage particulièrement éprouvant pour les acteurs, Abyss met en vedette des effets visuels innovants pour l'époque, présentant notamment des effets spéciaux novateurs sur des liquides ; le film remporte d'ailleurs l'Oscar des meilleurs effets visuels lors de la cérémonie des Oscars 1989, et obtient trois autres nominations.

## Synopsis
L'USS Montana, un sous-marin nucléaire lanceur d'engins (SNLE), de l'US Navy, est approché par un objet sous-marin non identifié qui se déplace à une vitesse incroyable. Pris dans les turbulences créées par cette approche, il heurte une paroi rocheuse et coule tout en prenant l'eau. Le Montana repose alors par 274 mètres de profondeur, non loin du bord de la fosse des Caïmans (7 686 mètres de profondeur).
Tandis que des navires soviétiques convergent vers la zone pour tenter de récupérer des équipements du sous-marin, la marine américaine décide de les prendre de vitesse, devant gérer dans le même temps un ouragan en train de se former en surface. Les hauts gradés de l'US Navy imaginent alors une opération de sauvetage en introduisant une équipe de commandos SEAL à l'intérieur de Deep Core, une plate-forme de forage sous-marine expérimentale réquisitionnée pour l'occasion. La plate-forme, qui se trouve près de la zone du naufrage, repose à 518 mètres au-dessous du niveau de la mer.
Le docteur Lindsey Brigman, la conceptrice de la plate-forme Deep Core, insiste pour accompagner les trois militaires lors de leur descente vers la station, même si son ancien époux, Virgil « Bud » Brigman, s'y trouve aussi en tant que contremaître de l'installation. L'équipe SEAL, commandée par le lieutenant de vaisseau Hiram Coffey, embarque alors avec Lindsey à bord d'un bathyscaphe qui les conduit peu après dans les profondeurs marines. Cependant, lors de la descente, Coffey commence à éprouver les effets d'un syndrome nerveux des hautes pressions (SNHP), ses mains se mettant à trembler, mais il cache son état aux autres membres de son équipe.
Arrivés à la station Deep Core, une mission de sauvetage est rapidement mise en place pour se rendre sur l'épave du Montana. L'équipe est composée du commando SEAL, secondée par les ouvriers de la plate-forme dirigés par Bud. Après s'être équipés de combinaisons sous-marines, l'équipe part fouiller le sous-marin échoué. En dépit des vastes recherches menées à bord de l'épave, les ouvriers de la plate-forme ne retrouvent que des dépouilles de marins noyés. Pendant ce temps, le commando SEAL récupère de son côté les codes d'activation des missiles nucléaires du sous-marin.
Tandis qu'ils explorent l'épave du Montana plongée dans l'obscurité, Jammer, l'un des hommes de Bud, est témoin d'un phénomène lumineux inconnu. Pris de panique, il se cogne contre une écoutille, ce qui dérègle le mélange d'oxygène de sa bouteille de plongée et le fait entrer en convulsion. Lindsey, qui suit la mission de sauvetage de près, à bord d'un sous-marin de poche aux alentours du Montana, assiste également au phénomène lumineux qui s'attarde quelques secondes auprès d'elle, puis qui s'éloigne à une vitesse incroyable vers la fosse des Caïmans.
Revenus à la plate-forme Deep Core avec l'équipe de secours, Lindsey fait part de ce qu'elle a vu à l'équipe. Les trois membres du commando SEAL évoquent alors la possibilité d'un engin militaire russe. Le lieutenant Coffey reçoit l'ordre de retourner à bord du sous-marin avec ses hommes pour ramener une ogive et réquisitionne le sous-marin de poche qui doit normalement permettre de désamarrer la station du Benthic Explorer, le navire qui relie la station Deep Core à la surface au moyen d'une grue.
En surface, la tempête se déchaîne sur la zone, et, la station n'étant pas désamarrée, la houle provoque la chute de la grue du Benthic Explorer. En coulant, celle-ci s'écrase juste à côté de la station et commence à glisser dans la fosse vers les profondeurs emportant avec elle la station toujours accrochée à elle. La descente de la station est stoppée par une masse rocheuse mais, endommagée, elle prend l'eau. Trois membres du groupe des ouvriers meurent noyés et l'un d'eux finit écrasé par un sous-marin. De son côté, Lindsey porte secours à Monk, l'un des membres de l'équipe SEAL. Finalement, Bud et ses hommes parviennent de justesse à éviter l'inondation complète.
À la suite de l'incident, les communications sont coupées avec la surface et la station est attirée au bord de la fosse. L'équipe de forage se retrouve isolée. De fait, le lieutenant Coffey, isolé de ses supérieurs, devient le responsable militaire de la situation mais cette tension supplémentaire fait soudainement aggraver son SNHP, rendant le militaire instable et paranoïaque.
Alors que le renouvellement en oxygène avec la surface est rompu, Lindsey, sort en combinaison de plongée récupérer des citernes de réserve à l'extérieur de la station. Elle croise à nouveau le phénomène lumineux inconnu. Lorsqu'elle en fait part aux autres, ceux-ci se montrent sceptiques.
Afin d'obtenir des preuves, Lindsey équipe un petit robot sous-marin d'une caméra vidéo, dans l'espoir de filmer le phénomène, mais ne l'envoie pas immédiatement dans la fosse des Caïmans. C'est alors que le phénomène inconnu se manifeste de nouveau en s'introduisant dans la plate-forme par l'accès aux sous-marins. Il prend cette fois-ci la forme d'une longue « colonne d'eau vivante » qui explore Deep Core, traversant les couloirs de la station jusqu'à arriver dans la zone d'habitation où se trouve l’équipage et les membres du SEAL. Contre toute attente, l'entité se montre amicale envers les humains et prend la forme du visage de Lindsey puis celle de Bud, dans une tentative pour communiquer avec eux. La colonne d'eau explore ensuite la station et s'arrête devant l'ogive nucléaire. Le lieutenant Coffey, en proie à la panique à la vue de la colonne d'eau, ferme une porte étanche sur son trajet, la coupant net, la colonne s'écrasant au sol dans une masse d'eau. À la suite de ce nouvel incident, et sous l'influence de son syndrome maintenant devenu trop voyant, l'officier SEAL craque nerveusement et met les civils aux arrêts, croyant à tort à une menace imminente. Il décide ensuite d'attacher au robot sous-marin de Lindsey l'ogive nucléaire récupérée dans le Montana, et d'envoyer le tout au fond de la fosse afin de détruire ce qui s'y trouve.
Emprisonnés par le commando dans une cabine, Lindsey, Bud et ses hommes sont ensuite libérés par Jammer, l'ouvrier victime de l'accident de plongée dans l'épave du Montana, sorti du coma à l'insu de tous. Bud et Lyndsey prennent alors un sous-marin et poursuivent Coffey qui est parti dans un autre engin pour envoyer le robot avec l'ogive dans la fosse. Engageant le combat contre Coffey par le biais de leur propre engin sous-marin, et après une lutte acharnée dans les profondeurs de l'océan, le vaisseau de Coffey bascule soudainement dans la fosse et implose peu après sous l'effet de la pression qui y règne. Le robot sous-marin détenant l'ogive, libéré dans le processus, file alors de lui-même vers les abysses avec sa charge nucléaire scotchée dessus.
Le sous-marin de Bud et Lindsey, endommagé au cours du combat, prend l'eau à cause d'une brèche dans sa coque. Ne disposant que d'un seul masque de plongée opérationnel, Lindsey choisit de se laisser noyer volontairement pour tomber en hypothermie, espérant que Bud, meilleur nageur qu'elle, soit en mesure de la ramener à temps à la station pour la réanimer. Avant la tentative de sauvetage, Lindsey et Bud avouent leurs sentiments mutuels. Après avoir hésité à sacrifier son ex-femme qui se noie au cours du processus, Bud ramène à la nage le corps de Lyndsay à la station. Entouré de son équipe, il dirige alors un massage cardiaque intense pour réanimer la jeune femme. Finalement, après de longues minutes d'efforts, Lyndsey est sauvée.
Bud se dévoue ensuite pour se rendre au fond de la fosse des Caïmans afin de retrouver l'ogive nucléaire et la désamorcer. Pour ce faire, il utilise un scaphandre expérimental amené par l’équipe SEAL utilisé pour la plongée en grande profondeur, et alimenté en oxygène par ventilation liquidienne. S'enfonçant dans les profondeurs de la fosse marine, Bud réussit à atteindre l'ogive et à la désamorcer mais sa quantité d'oxygène restante devient insuffisante pour qu'il espère remonter à temps en vie. C'est alors qu'une créature lumineuse arrive jusqu'à lui et le conduit dans une grande cité sous-marine, située au fond de la fosse. À l'intérieur, les créatures créent une poche d'air pour que Bud puisse respirer, et communiquent avec lui.
Pendant ce temps, en surface, de gigantesques vagues menaçantes (hautes de plusieurs centaines de mètres) se forment aux abords des côtes du monde entier, mais disparaissent subitement sans faire de dégâts. Il s'avère que ces vagues sont dirigées par les créatures extra-terrestres qui ont sauvé Bud, et sont comme un message pour prévenir l'humanité sur sa propre destruction et pour « l'éduquer » sur la voie de la sagesse.
Peu après, le vaisseau sous-marin extra-terrestre remonte vers la surface, ramenant avec lui Bud ainsi que la station Deep Core tout entière. Au terme de la manœuvre, l'équipage et les SEAL restants sont surpris de constater que cette remontée rapide des profondeurs océanes ne leur occasionne pas un accident de décompression qui devrait leur être fatal, au vu de la profondeur d'où ils viennent. Finalement, Bud, sortant du vaisseau extra-terrestre, se porte à la rencontre de Lindsey qui court vers lui, se précipitant l'un vers l'autre pour s'embrasser.

## Fiche technique
Sauf indication contraire, les informations mentionnées dans cette section peuvent être confirmées par la base de données cinématographiques IMDb,  présente dans la section « Liens externes ».
- Titre français : Abyss
- Titre québécois : L'Abysse
- Titre original : The Abyss
- Réalisation et scénario : James Cameron
- Musique originale : Alan Silvestri
- Photographie : Mikael Salomon
- Direction artistique : Russell Christian et Joseph C. Nemec III
- Décors : Anne Kuljian (en)
- Costumes : Deborah Everton
- Montage : Conrad Buff, Joel Goodman (en), Steven Quale et Howard E. Smith
- Effets spéciaux : David Amborn
- Effets visuels : John Bruno, Dennis Muren, Hoyt Yeatman et Dennis Skotak
- Production : Gale Anne Hurd et Van Ling
- Pays de production :  États-Unis
- Langue originale : anglais
- Budget : 43–47 millions $[1],[a]
- Format : couleur — 35mm - 2,35:1 (CinemaScope)
- Genre : science-fiction
- Durée : 139 minutes, 164 minutes (version longue), 171 minutes (director's cut de 1993)
- Dates de sortie :
  - États-Unis : 9 août 1989
  - France : 27 septembre 1989
  - États-Unis : 26 février 1993 (édition spéciale)
- Classification[2] :
  - États-Unis : PG-13
  - France : tous publics

## Distribution
- Ed Harris (VF : Jacques Frantz) : Virgil « Bud » Brigman
- Mary Elizabeth Mastrantonio (VF : Maïk Darah) : Lindsey Brigman
- Michael Biehn (VF : Roland Timsit) : le lieutenant Hiram Coffey des SEALs
- Leo Burmester (VF : Jean-Paul Richepin) : Catfish De Vries
- Todd Graff (VF : Georges Caudron) : Alan « Hippy » Carnes
- John Bedford Lloyd (VF : Michel Papineschi) : « Coup d'bol » (« Jammer » en VO) Willis
- J. C. Quinn (VF : Marcel Guido) : Arliss Sonny Dawson
- Kimberly Scott (VF : Martine Meiraghe) : Lisa « Une Nuit » (« One Night » en VO) Standing
- Capt. Kidd Brewer Jr. : Lew Finler
- George Robert Klek : Wilhite
- Christopher Murphy : Schoenick
- Adam Nelson (VF : Vincent Violette) : l'enseigne Monk des SEALs
- Richard Warlock : Dwight Perry
- Jimmie Ray Weeks (VF : Jean-Claude Sachot) : Leland McBride
- J. Kenneth Campbell : le commandant DeMarco
- Ken Jenkins : Gerard Kirkhill, le représentant de la Benthic Petroleum Co.
- Chris Elliott (VF : Hervé Bellon) : Bendix
- Peter Ratray (VF : Pierre Hatet) : le capitaine Kretschner de l'USS Montana
- Michael Beach (VF : Pascal Nzonzi) : l'opérateur sonar Aaron Barnes de l'USS Montana
- Brad Sullivan (VF : Jacques Brunet) : l'officier de l'USS Montana
- Frank Lloyd (VF : Philippe Peythieu) : le navigateur de l'USS Montana
- William Wisher (VF : Daniel Lafourcade) : le journaliste Bill Tyler
- Michael Chapman : le docteur Berg
- Phillip Darlington : un marin de l'USS Montana
- Joseph Nemec III (en) : un marin de l'USS Montana
- Joe Farago (VF : Daniel Kenigsberg) : le présentateur du journal télévisé
- Marcus Mukai : le présentateur
- Wendy Gordon : la présentatrice
- Paula Cross : la jeune femme
- Thomas Duffy : un ouvrier
- Chris Anastasio : le conducteur de la grue
- Emily Yancy : la journaliste
- Tom Isbell : le journaliste

Source et légende : version française (VF) sur Voxofilm

## Production

### Genèse et développement
Alors que l'écrivain H. G. Wells est le premier à imaginer l'idée d'aliens dans l'eau (dans sa nouvelle In the Abyss en 1897), le réalisateur James Cameron a l'idée de The Abyss quand, à 17 ans, il assiste au lycée à une conférence scientifique sur la plongée sous-marine donnée par Francis J. Falejczyk, le premier être humain à avoir respiré du liquide à travers ses poumons au cours d'expériences menées par le Dr Johannes A. Kylstra à l'université Duke,,,.
Le jeune homme écrit alors une nouvelle racontant l'histoire d'un groupe de scientifiques au fond de l'océan. L'idée de base ne changera pas, mais de nombreux détails de l'histoire évolueront avec les années. Quand il arrive à Hollywood, Cameron se rend vite compte qu'un groupe de scientifiques n'est pas un atout commercial pour un film ; il transforme alors ses personnages en employés.
Quelque temps plus tard, alors qu'il prépare le tournage d'Aliens, le retour (1986), Cameron tombe sur un film du National Geographic évoquant des véhicules télécommandés opérant au plus profond de l'océan Atlantique. Ces images lui rappellent alors sa nouvelle imaginée au lycée. Cameron décide, avec sa productrice Gale Anne Hurd, que The Abyss sera leur prochain projet.
Cameron écrit une première ébauche de script, qui fait de l'effet à Hollywood. Il finalise ensuite le script, s'inspirant notamment de Gale Anne Hurd pour le personnage de Lindsey Bringman. Il achève l'écriture à la fin de 1987.
James Cameron et Gale Anne Hurd, mariés avant Abyss, se séparent lors de sa préproduction et divorcent en février 1989, deux mois après la fin du tournage principal.

### Attribution des rôles
Pour le rôle de Lindsey Brigman, les actrices Kathleen Quinlan, Jessica Lange, Debra Winger ou encore Barbara Hershey ont été envisagées. James Cameron voulait engager Jamie Lee Curtis mais Kathryn Bigelow (sa future femme) venait de la choisir pour le film Blue Steel (1990). C'est Mary Elizabeth Mastrantonio qui est finalement retenue, notamment pour ses prestations dans les films Scarface (1983) et La Couleur de l'argent (1986).
Pour le rôle de « Bud » Brigman, le studio envisage les acteurs Mel Gibson, Dennis Quaid, William Hurt, Harrison Ford, Kurt Russell ou encore Patrick Swayze. Cameron suggère cependant Ed Harris, mais le studio pense que celui-ci manque d'expérience dans un rôle de premier plan ; un bout d'essai filmé de l'acteur parviendra à convaincre le studio. Cameron avait également songé à Jeff Bridges.
Avant d'obtenir le rôle de Bendix, l'acteur Chris Elliott avait auditionné pour incarner celui d'Alan « Hippy » Carnes. James Cameron avait proposé le rôle du commandant DeMarco à Lance Henriksen, présent dans plusieurs de ses films, mais l'acteur est alors pris par d'autres projets.
Le film marque les débuts au cinéma de l'actrice afro-américaine Kimberly Scott.

### Tournage
Avant le tournage du film, l'équipe et les acteurs s’entraînent durant une semaine à la plongée dans les Îles Caïmans, car environ 40 % du tournage doit avoir lieu sous l'eau. Pour le film, James Cameron et son équipe mettent au point un système de communication révolutionnaire pour parler sous l'eau.
Cameron voulait initialement tourner aux Bahamas mais réalise qu'il lui faudrait plutôt un environnement contrôlable pour les cascades et les effets spéciaux envisagés pour le film. Il envisage aussi pendant un temps l'île de Malte. Les séquences sous-marines seront finalement réalisées dans des studios près de Gaffney en Caroline du Sud.
L'équipe utilise notamment la Cherokee Nuclear Power Plant, une centrale nucléaire inachevée. La cuve de la centrale est remplie de milliers de litres d'eau chlorée, ce qui occasionnera bien des désagréments aux acteurs (Ed Harris devant porter des lentilles de contact durant toutes les parties du film se déroulant dans l'eau).
Certaines scènes sont tournés dans un lac souterrain à Bonne Terre, dans le Missouri. Des prises de vues ont également lieu en Californie, notamment à Los Angeles.
Le tournage est difficile, tant pour les comédiens que pour l'équipe technique, qui rebaptiseront rapidement The Abyss en « The Abuse » (« l'Abus »), le faisant même imprimer sur les tee-shirts portés par la production. Ed Harris et Mary Elizabeth Mastrantonio parleront d'un tournage usant et éreintant.
Dans une scène clé du film, quand Ed Harris doit nager en apnée entre deux points de la station éloignés l'un de l'autre, une source d'oxygène est placée pour l'acteur en haut d'une échelle. Mais, après une première prise, James Cameron estime que la performance rendue n'est pas assez réaliste. Il décide alors de déplacer le relais d'oxygène un peu plus loin, mais sans en avertir l'acteur. Lors de la seconde prise, Ed Harris panique et commence à suffoquer, avant de sortir de l'eau et de s'adresser violemment à Cameron, furieux que le réalisateur joue avec sa sécurité pour un seul plan de son film. L'acteur en fut tellement affecté qu'il refusa d'effectuer toute promotion pour le film, se promettant de ne plus jamais retravailler avec Cameron.

### Effets spéciaux
Les effets visuels du film, innovants à l'époque, présentent pour une des premières fois des effets spéciaux sur des liquides.
Deux des trois modules de sous-marin de poche utilisés pour le film existent réellement, et sont fonctionnels.
Le fluide respiratoire de perfluorocarbure, employé dans le film pour la plongée en grande profondeur de Bud, existe réellement. De même, la scène où un rat est emprisonné dans une cage et respire le liquide dans lequel il est plongé, n'est pas truquée. Cela a attiré les foudres des associations de protection d'animaux ; cette scène ayant même été supprimée de la version sortie au Royaume-Uni. Pour ce qui est de la scène similaire avec Bud Brigman, Ed Harris retient sa respiration.
Après l'immense succès du film Terminator 2 (1991) réalisé également par James Cameron, un accord entre Lightstorm Entertainment (la société de Cameron) et la Fox fut conclu. Dans cette somme, 500 000 dollars furent attribués pour achever les effets spéciaux d’Abyss, qui furent inclus en 1993 dans une version director's cut de 163 min.

### Bande originale
Alan Silvestri compose la musique du film, sa seule collaboration avec James Cameron.
| Liste des titres | Liste des titres   | Liste des titres | Liste des titres | Liste des titres | Liste des titres | Liste des titres | Liste des titres | Liste des titres | Liste des titres |
| No               | Titre              | Durée            |                  |                  |                  |                  |                  |                  |                  |
| ---------------- | ------------------ | ---------------- | ---------------- | ---------------- | ---------------- | ---------------- | ---------------- | ---------------- | ---------------- |
| 1.               | Main Title         | 1:30             |                  |                  |                  |                  |                  |                  |                  |
| 2.               | Search the Montana | 1:56             |                  |                  |                  |                  |                  |                  |                  |
| 3.               | The Crane          | 2:01             |                  |                  |                  |                  |                  |                  |                  |
| 4.               | The Manta Ship     | 6:23             |                  |                  |                  |                  |                  |                  |                  |
| 5.               | The Pseudopod      | 5:37             |                  |                  |                  |                  |                  |                  |                  |
| 6.               | The Fight          | 1:47             |                  |                  |                  |                  |                  |                  |                  |
| 7.               | Sub Battle         | 3:19             |                  |                  |                  |                  |                  |                  |                  |
| 8.               | Lindsey Drowns     | 4:45             |                  |                  |                  |                  |                  |                  |                  |
| 9.               | Resurrection       | 1:58             |                  |                  |                  |                  |                  |                  |                  |
| 10.              | Bud's Big          | 6:10             |                  |                  |                  |                  |                  |                  |                  |
| 11.              | Bud on the Ledge   | 3:14             |                  |                  |                  |                  |                  |                  |                  |
| 12.              | Back on the Air    | 1:41             |                  |                  |                  |                  |                  |                  |                  |
| 13.              | Finale             | 6:46             |                  |                  |                  |                  |                  |                  |                  |
| 47:07            |                    |                  |                  |                  |                  |                  |                  |                  |                  |

## Accueil

### Critique
Sur le site agrégateur de critiques Rotten Tomatoes, Abyss obtient un score de 89 % d'avis positifs sur la base de 46 critiques collectées et une note moyenne de 7,23/10. La synthèse du site indique que « les effets spéciaux absolument magnifiques éclipsent souvent le fait que Abyss est également un thriller claustrophobe totalement captivant, avec une équipe de personnages intéressante ».
Sur Metacritic, le film obtient une note moyenne pondérée de 62 sur 100 sur la base de 14 critiques collectées. La synthèse indique : « Avis généralement favorables ».
Les avis critiques figurant sur ces deux sites concernent à la fois la sortie en salles originale et l'édition spéciale du film.

### Box-office
| Pays ou région | Box-office                          | Date d'arrêt du box-office | Nombre de semaines |
| -------------- | ----------------------------------- | -------------------------- | ------------------ |
| États-Unis     | 54 461 047 $ (toutes exploitations) |                            |                    |
| France         | 1 990 271 entrées                   |                            |                    |
| Monde          | 90 000 098 $                        |                            |                    |

À sa sortie initiale en août 1989, Abyss rencontre un échec commercial aux États-Unis avec seulement 54 222 310 $ de recettes engrangées sur le territoire américain, pour un budget de production estimé à 69,5 millions. Lors de sa ressortie en février 1993 dans la version « Special Edition », il engrange 238 737 $ supplémentaires, portant le total de l'exploitation dans ce pays à 54 461 047 $.
Les recettes internationales atteignent les 35 000 000 $, permettant au film de cumuler 90 000 098 $ de recettes totales.

## Distinctions

### Récompense
- Oscars 1990 : Oscar des meilleurs effets visuels pour John Bruno, Dennis Muren, Hoyt Yeatman et Dennis Skotak

### Nominations
- Oscars 1990
  - nomination à l'Oscar de la meilleure photographie pour Mikael Salomon
  - nomination à l'Oscar des meilleurs décors pour Leslie Dilley et Anne Kuljian
  - nomination à l'Oscar du meilleur mixage de son pour Don J. Bassman, Kevin F. Cleary, Richard Overton et Lee Orloff

## Director's Cut
En 1993, une nouvelle version director's cut du film sort, offrant 28 minutes inédites ainsi que 3 minutes de générique de fin. Cette version approfondit notamment les personnages secondaires et renforce la tension amoureuse entre les personnages principaux, à savoir Bud et Lindsey Bringman. Elle réintroduit surtout la séquence du tsunami, dont l'absence rendit la version cinéma peu claire pour le public.
On y voit notamment : 
- une citation du philosophe Friedrich Nietzsche avant le générique d'ouverture ;
- un montage alternatif où Lindsey arrive plus tôt à la station ;
- une séquence montrant une conversation téléphonique entre Bud et Gerard Kirkhill ;
- plusieurs scènes avec l'équipage de Deep Core ;
- une scène où Bud Bringman, Une nuit et Hippy chantent en cœur la chanson Willing de Linda Ronstadt ;
- des séquences où Bud et Lindsey parlent de leur nouvelle vie après leur divorce ;
- des dialogues supplémentaires d'Hippy ;
- une scène où Bud reproche au lieutenant Coffey ses méthodes abusives et inappropriées envers l'équipage de Deep Core ;
- un plan supplémentaire de Lindsey ;
- des séquences additionnelles lors de l'exploration de l'épave du Montanna ;
- une scène où le lieutenant Coffey fouille la dépouille du capitaine du Montanna pour trouver les clés qui arment les torpilles nucléaires ;
- une séquence où Bud et Jammer passent la salle de contrôle du Montanna ;
- une scène où l'équipage de Deep Core regarde la télévision et découvre des reportages télévisés sur le conflit mondial provoqué par la perte du Montanna ;
- une scène où Lindsey porte secours à Monk, l'un des membres SEAL.

Dans la version longue, les créatures sont appelées « non-terrestres » (« non-terrestrial intelligence » ou NTIs). Ce pourrait être alors des créatures intraterrestres des abysses océaniques : une espèce peut-être antérieure à l'humanité terrestre, intelligente et possédant la maîtrise complète de l'eau, des climats et des tsunamis. Le film laisse volontairement ouverte la question de leur origine.
Cette version Director’s cut est dédiée à la mémoire de l'acteur et plongeur Capt. Kidd Brewer Jr., celui-ci s'étant suicidé le 22 mai 1990 à l'âge de 41 ans.

## Novélisation
Orson Scott Card, auteur de science-fiction, écrit la novélisation du film. Le roman, également appelé Abyss, raconte les événements du film tout en extrapolant sur le passé et les pensées des personnages humains, et sur les intentions des créatures abyssales, ici décrites comme des extraterrestres.